# Steershead Crevasses
Die Steershead Crevasses (englisch für Rinderkopfgletscherspalten) sind ein großes und markantes Gebiet aus Gletscherspalten in der antarktischen Ross Dependency. Die Spalten durchziehen 110 km südlich der Roosevelt-Insel das Ross-Schelfeis. In ihrem Umriss erinnern sie an einen riesigen Rinderkopf.
Die Gletscherspalten sind eine markante Landmarke bei Flügen von der McMurdo-Station auf der Ross-Insel zur Byrd-Station im Marie-Byrd-Land. Das Advisory Committee on Antarctic Names benannte sie 1966 auf Vorschlag der Geographen Kenneth J. Bertrand (1910–1978) von der Catholic University of America und Fred G. Alberts.
Südlich schließt sich die Eiskuppel Steershead Ice Rise an.